# Cirrochroa clagia
Cirrochroa clagia är en fjärilsart som beskrevs av Jean Baptiste Godart 1823. Cirrochroa clagia ingår i släktet Cirrochroa och familjen praktfjärilar. Inga underarter finns listade i Catalogue of Life.